# Sanu Sharma
Sanu Sharma (în nepaleză सानु शर्मा) este o scriitoare, romancieră și povestitoare în limba nepaleză. A publicat șapte romane și o carte de colecție de povestiri. Cartea sa de povestiri, Ekadeshmaa, a fost nominalizată pentru premiul Madan Puraskar în 2018.

## Copilărie
Sanu Sharma s-a născut la un spital guvernamental de maternitate din Katmandu. A fost crescută în mod egal în Katmandu și în Terai, Nepal. S-a mutat în Australia și acum locuiește acolo de mai mulți ani.

## Carieră
Sharma a publicat primul său roman, Ardhaviram, în 2003, iar al doilea, Jeetko Paribhasha, în 2010. A publicat al treilea roman, Artha, în 2011. În 2017, Sharma a publicat al patrulea său roman, Biplavi; și a publicat al cincilea său roman și prima carte de povestiri, Ekadeshmaa, în 2018. Ekadeshmaa a atras atenția unui public mai larg și a fost aclamat de mai mulți cititori și critici. Ulterior, a fost nominalizat la Madan Puraskar, un premiu considerat cel mai important în literatura nepaleză.
După succesul lui Ekadeshmaa, Sharma a publicat al cincilea său roman, Utsarga, și al șaselea, Pharak, în 2021 și 2022, respectiv. În septembrie 2023, a publicat a opta sa carte și al șaptelea roman, Tee Saat Din, la Ratna Pustak Bhandar.
Sanu Sharma este, de asemenea, poetă, versificatoare și autoare de ghazal. Unele dintre ghazalele sale au fost prezentate în cartea colaborativă Kaifiyat 2. Versurile sale au fost interpretate de o gamă largă de cântăreți, compuse de muzicieni nepalezi. Poeziile sale originale în nepaleză au fost traduse în alte limbi și publicate în diverse locuri.

## Lucrări literare

### Romanele
- Ardhaviram[10]
- Jeetko Paribhasha[23]
- Artha[24]
- Biplavi[25]
- Utsarga[26]
- Pharak[27]
- Tee Saat Din

Culegere de povești
- Ekadeshmaa[28][29]

Colecție colaborativă de Ghazals
- Kaifiyat 2[15]